# Антоним
Антоними су речи супротног значења, нпр.
- црно-бело,
- ноћ-дан,
- лето-зима,
- лаж-истина,
- тврд-мек,
- горе-доле

У лексичкој семантици, антоними су парови речи са инхерентно некомпатибилним бинарним односом. Појам некомпатибилности се овде односи на чињеницу да једна реч има супротно значење од друге.
Антоними су често симултано различити и слични по значењу. Они се типично разликују само у једној димензији значења, али су слични у већини других погледа. Постоје речи које немају супротност. На пример, животињске и биљне врсте немају бинарно супротне речи (осим могућих полних супротности као што је лав/лавица, итд.).

## Антонимски пар
Антонимски пар чине оне речи чија се значења супротстављају једно другом. Такви парови могу настати  творбом речи, на пример: рад – нерад; људски – нељудски. Немају све речи одговарајуће парове супротног значења.

## Подела антонима
- Антоними се деле на једнокоренске и разнокоренске у зависности од тога да ли су у творбеној вези.

Једнокоренски антоними имају исти корен и често се добијају додавањем префикса не- , без- , а- , против- (моралан – неморалан; миран - немиран; плодан – бесплодан; законит – противзаконит). Није антоним свака реч добијена на овај начин.
Разнокоренски антоними немају исти корен речи (сув - мокар; тих – гласан; мушкарац – жена; лево - десно; говорити -ћутати; истина - лаж).
- Друга подела антонима врши се у односу на то да ли су им супротстављена основна или секундарна значења. На основу тога разликују се прави и неправи антоними.

Прави антоними су они код којих су супротстављена основна значења лексема (млад –стар; дан – ноћ; жив – мртав,...). Ово подразумева да су две лексеме  у антонимном односу и ван контекста. Прави антоними увек припадају истој врсти речи. 
Неправи антоними су они код којих се основном значењу (или секундарном) једне лексеме супротставља секундарно значење друге лексеме. Такве лексеме су антоними само у одређеном контексту (придеви суво и сирово су антоними у случају када се односе на именицу дрво)